# Enskedeparken

Enskedeparken är en park i stadsdelen Enskede gård i Söderort inom Stockholms kommun. Namnet tillkom 1979.. Parken har varit ganska igenväxt men arbete med röjning och upprustning påbörjades sommaren 2013.
| Gångväg |  | Parksoffa i den igenvuxna delen av parken. |
| Gångväg |  | Parksoffa i den igenvuxna delen av parken. |